# Climont
Der Climont (deutsch veraltet: Winberg oder Weinberg) ist ein 965 m hoher Berg im Elsass im Gemeindegebiet von Urbeis in den Vogesen im Département Bas-Rhin in der Region Grand Est, Frankreich.
Der Climont sitzt als mächtiger Buntsandsteinblock auf dem Grundgestein aus Granit. Eine Besonderheit ist sein markanter trapezoid geformter Gipfel. Am Climont entspringen die Breusch und der Giessen, beides Nebenflüsse der Ill. Beim 670 Meter hoch gelegenen Weiler Climont (deutsch früher ebenfalls Winberg oder Weinberg), einer früheren Mennonitensiedlung, führt eine Straßenverbindung vom Weiler- ins Breuschtal.

## Geschichte
Bis 1871 gehörte der Climont zum damals lothringischen Département Vosges, später zum Elsass. 1897 errichtete der Vogesenclub auf dem Gipfel den 17 Meter hohen Juliusturm (Tour Jules), der nach dem damaligen Vorsitzenden Julius Euting benannt ist. Von der Plattform bietet sich eine Aussicht über die Mittelvogesen.
Über dem Eingang des Turms, unter dem Portrait Eutings befindet sich eine Tafel auf der zuerst auf Deutsch und dann auf Französisch der folgende Vierzeiler zu lesen ist:
Genannt bin ich der "Juliusturm",
Trotz biet'ich jedem Wettersturm;
Hochwacht halt ich im Wasgauland,
Mit ihm steh'ich in Gotteshand.
Tour "Julius", tel est mon nom,
Je brave les tempêtes en toute saison;
Je veille sur les Vosges de mes hauteurs
Et confie notre sort aux mains du Seigneur!

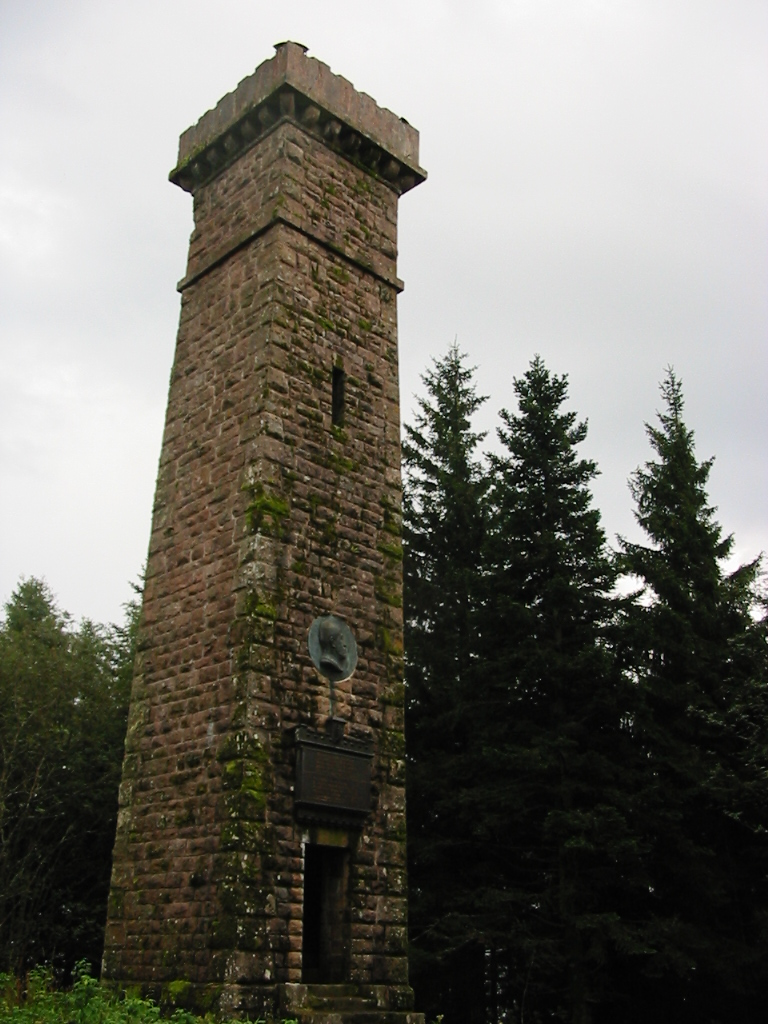
Juliusturm
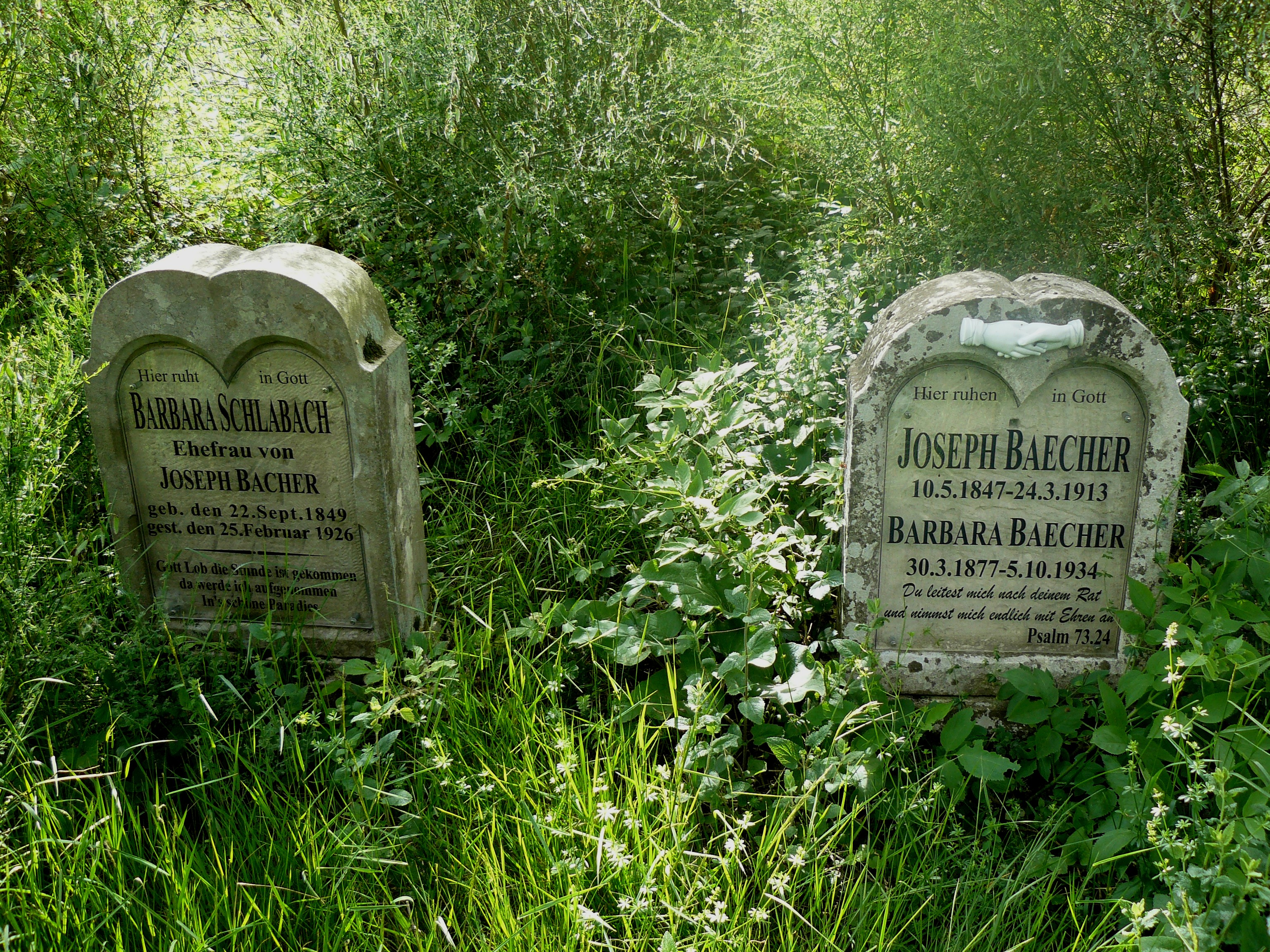
Verwilderter Mennonitenfriedhof in der Gemeinde Urbeis